# Društvena stratifikacija
Društvena (socijalna) stratifikacija se definira kao struktuirana, stabilna i trajna nejednakost skupina u društvu, koje su hijerarhijski poredane u slojeve. Postoje četiri sustava stratifikacije kroz povijest: ropstvo, kaste, staleži i klase

## Obilježja
U svim ljudskim društvima postoji neka vrsta društvene nejednakosti. Nejednakost među slojevima sastoji se od nekoliko komponenata: materijalnom bogatstvu, prestižu i moći.
- Pojam stratifikacija odnosi se na skupine, a ne na pojedince. Količina bogatstva, moći i prestiža pojedinca u stratificiranom društvu ne ovisi o osobnim karakteristikama, već o pripadnosti nekoj društvenoj skupini. Drugim riječima, pojedinac ne bira skupinu, već se u njoj rađa.

- Stratifikacija je struktuirani oblik nejednakosti. To znači da nejednakost nije slučajna, već je uređena.

- Stratifikacija je stabilna i trajna, ona je posljedica dugotrajnih procesa kroz povijest. Stratifikacija se također nasljeđuje( npr. u feudalnom sustavu vlasništvo nad zemljom se prenosi s oca na sina)

- Svaku stratifikaciju predvodi skup ideja ( ili ideologija), kojima se ta stratifikacija opravdava i podupire.

## Teorije stratifikacije

### Funkcionalistička teorija
Funkcionalisti smatraju da je stratifikacija potrebna i poželjna u društvu kako bi najvažnije položaje u društvu popunili najsposobniji pojedinci. Oni polaze od pretpostavke da dijelovi društva koriste integralnu cjelinu i tvrde kako je određeni stupanj reda i stabilnosti bitan da bi društveni sistemi funkcionirali. Dakle, ako su najvažniji položaji u društvu ujedno i najnagrađivaniji, ljudi će se više školovati i preuzimati odgovornije položaje. Oni se bave funkcioniranjem društvene stratifikacije, njezinim doprinosom održavanju i dobrobiti društva. Funkcionalisti smatraju da upravo ta nejednakost nagrada motivacija ljudima. Na temelju svoga rada, ljudi dobivaju nagradu, što dodatno potiče natjecanje i konkurenciju. 
Problem funkcionalističke teorije je u tome što se postavlja pitanje je li ta nagrada opravdano i zasluženo dobivena. Može li se odrediti koji je društveni položaj važniji od drugih, npr. zašto je sveučilišni profesor važniji od poštara. Također, funkcionalisti smatraju da će pojedinac svojim ambicijama i talentom postići položaj, a tu se pojavljuje problem jer nemaju svi iste predispozicije za školovanje.

### Marksistička teorija
Za razliku od funkcionalista, koji stratifikaciju smatraju uvjetom za opstanak društva, marksisti smatraju stratifikaciju kao izvor suprotstavljenosti interesa različitih grupa. Začetnik takvog gledišta je Karl Marx. Marx je društvene klase odredio kao grupe ljudi koji imaju zajedički odnos prema sredstvima za proizvodnju. Marx kao glavni kriterij stratifikacije navodi ekonomsko vlasništvo, tj. vlasništvo nad sredstvima za proizvodnju. On razlikuje dvije osnovne klase: kapitaliste (koji su vlasnici sredstava za proizvodnju) i proletere (ili radničku klasu). Marx tvrdi kako su te dvije klase u stalnom sukobu zbog toga što kapitalisti izrabljuju proleterijat. On smatra da radnici tijekom dana proizvedu puno više nego što nadnicom (plaćom) dobiju zauzvrat. Dakle, ne postoji poštena razmjena vrijednosti nadnice i vrijednosti radne snage, već kapitalist (s obzirom na to da je vlasnik sredstava za proizvodnju) dobiva profit tako što prisvaja dio vrijednosti radne snage bez naknade. Marx je smatrao da ta klasna borba postoji čitavu ljudsku povijest i da je ona pokretač društva.
Razvoj kapitalizma uzrokuje sve veću koncentraciju kapitala, pa time i sve veću koncentraciju radne snage, povećava se interakcija među radnicima i oni se sve više povezuju u borbi protiv izrabljivanja. Sa sve većom koncentracijom radnici razvijaju klasnu svijest o svojem položaju. Kao vrhunac Marx je naveo proletersku revoluciju kao jedini način prelaska iz kapitalističkog u socijalističko društvo. Marx ovdje iznosi tek jednu dimenziju klasne različitosti (ekonomsku), što je nadopunio Max Weber s još dvije dimenzije- socijalnom i političkom.
Kritike na ovu teoriju su mnogobrojne. Kritičari tvrde da borbu među klasama mogu uzrokovati i drugi čimbenici (religijski, etnički, rasni itd.). Marxova teorija dobiva veliki udarac tijekom socijalističkih revolucija u 20. stoljeću. Slijedeći Marxovo učenje, u zemljama u kojima je došlo do socijalističkih revolucija, ukida se (barem djelomično) privatno vlasništvo nad sredstvima za proizvodnju, ali stupanj nejednakosti je i dalje ostao velik.

### Weberovo gledište
Max Weber je razradio i proširio Marxovu teoriju. Marksisti smatraju da je osnovni kriterij društvene moći privatno vlasništvo i ekonomski resursi, dok Weber uvodi još dvije dimenzije- socijalnu i političku. On ne vidi razlog zbog kojega bi ljudi morali razviti zajednički identitet. Nezadovoljni pojedinac može reagirati na niz načina kako bi zbacio kapitalizam. Status, a ne klasa formira društvene skupine iz zajedničkih interesa i identiteta te jednaka klasna situacija ne pripada istoj statusnoj skupini. Ona se sastoji od pojedinaca koji imaju slične društvene časti.
Weber razlikuje tri dimenzije stratifikacije:
1. ekonomska - Razlike među skupinama u društvu očituju se razlikama u posjedu imovine. Pripadnici iste klase imaju sličnu pristupnost materijalnim dobrima, slične uvjete života itd.
2. socijalna - Predstavlja čast, ugled, priznanja itd. (društveni prestiž)
3. politička - Politička moć.

Ove tri dimenzije stratifikacije su međusobno nezavisne (lopov može imati veliko bogatstvo, ali ne mora imati moć ili ugled), ali se isprepliću, jer npr. tko ima moć, iskoristit će to u stjecanju bogatstva i ugleda.
Weberova teorija je pogodna za proučavanje nejednakosti socijalističkih društava u kojima ne postoji stratifikacija temeljena na privatnom vlasništvu (jer je ukinuto), nego se temelji na prestižu i moći.

## Klase u kapitalističkom društvu
Većina sociologa dijeli 3 glavne klase:
1. gornja klasa - Vlasništvo nad sredstvima za proizvodnju 3%-5%
2. srednja klasa - Posjedovanje određenih kvalifikacija 45%-50% ("bijeli ovratnici")
3. niža radnička klasa - Posjedovanje manuelne radne snage 50%-55% ("plave bluze")

Klasna nejednakost rezultat je nejednakosti u ugledu nekog zanimanja određenoj prema nagradi za to zanimanje. U radničkoj klasi nagrađivanje je povezano prema kvalificiranosti. Sociolozi primjećuju razlike u plaćama, sigurnosti zarade i zaposlenja, benificija i samoj kvaliteti života na strani "bijelih ovratnika". U radničkoj klasi postoji klasni identitet i interesi tvoreći osebujne supkulture, prihvaćaju život kakav jest, dok srednja klasa upravlja svojom sudbinom i ambicijom želi popraviti svoj položaj te ističe svoja postignuća i strategiju. Ona vidi društvo kao ljestvicu po kojoj se moguće uspinjati, dakle u klasi se rađamo, ali ju možemo promijeniti.

## Zaključak
Funkcionalistička stajališta pružaju podršku i opravdanje društvenoj nejednakosti, smatraju da su red i stabilnost dobri za društvo, te da sustav nagrađivanja potiče rast konkurencije. Marksisti se zalažu za fundamentalne društvene promjene u suvremenim društvima. Društvena stratifikacija je pojava koja prati ljudsko društvo od samih početaka. Kroz povijest postoje pokušaji promjene društva, borbe za jednakost i prava. Jednakost u društvu je vrlo teška, stratifikacija i podjela društva je sastavni dio života, današnji primjer za ravnopravnost i usklađenost je demokracija, no često su prava iskrivljena i nedostupna ljudima svih položaja na korist vladajućeg sloja društva. Stratifikacija utječe na mnoge čimbenike u životu ljudi, kao što su: životne šanse, status, zanimanje, intimni život itd.